# Estany Llong
Het Estany Llong (Catalaans voor: het lange meer) is een klein meer in de Pyreneeën van de Alta Ribagorça (Catalonië) met een oppervlakte 7,43 hectare. Het is van glaciale oorsprong. Het meer ligt op 1999 meter hoogte en heeft een maximale diepte van 12 meter. Het is een onderdeel van het Nationaal park Aigüestortes i Estany de Sant Maurici.
Het meer wordt gevoed door stortbeken, waarvan de belangrijkste de Barranc del Portarró (in het oosten) is, en kleinere beken uit de vallei van Pales d'Estany llong (in het noorden), Colomers d'Espot (in het noordoosten), de vallei van Peixerani (in het zuidoosten) en de vallei van Bony de les Corticelles in het zuiden. De uitstroom verloopt in de oostpunt via de riu de Sant Nicolau, een bijrivier van de Noguera de Tor en hoort tot het bekken van de Segre. Het is een geliefkoosd oord voor bergwandelingen en trekkers. De omgeving is weinig bewoond, maar er is een berghut, het Refugi de l'Estany Llong.

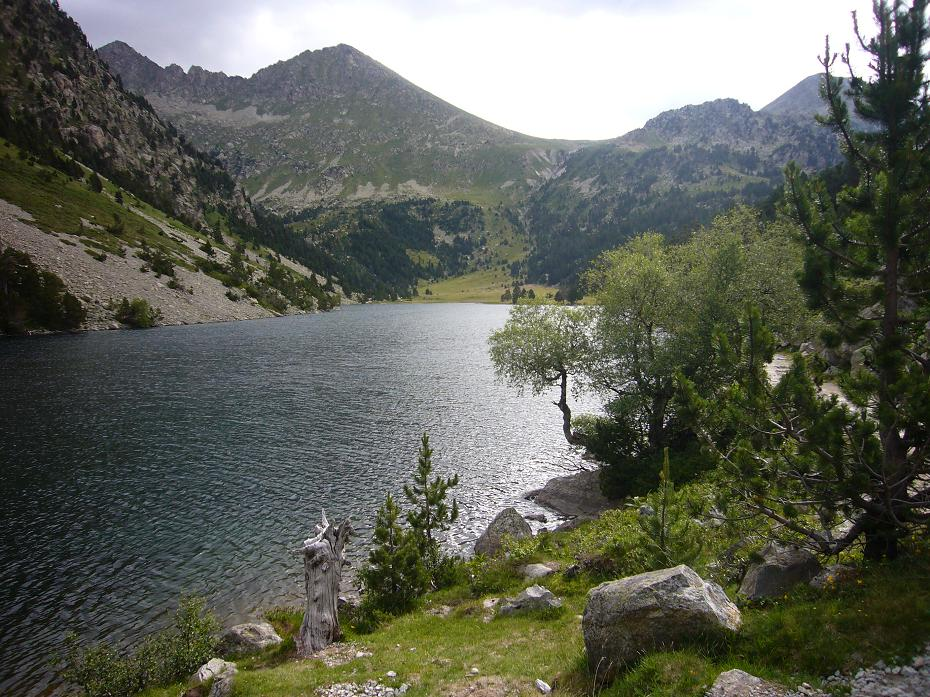
Het Estany llong met de heuvelrug Portarró d'Espot op de achtergrond